# Ratchet & Clank: Into the Nexus
Ratchet & Clank: Nexus – gra z serii Ratchet & Clank wyprodukowana przez studio Insomniac Games i wydana przez Sony Computer Entertainment 12 listopada 2013 na platformę PlayStation 3.

## Fabuła
Ratchet i Clank podróżują po całej galaktyce żeby złapać przestępców – Vendre i Neftina Prog. Bohaterowie ryzykują życie, aby wymierzyć im sprawiedliwość. Do dyspozycji gracza zostały oddane nowe rodzaje broni.

## Odbiór gry
Gra spotkała się z pozytywnym odbiorem recenzentów, uzyskując według agregatora Metacritic średnią z ocen wynoszącą 76/100 punktów. Redaktor serwisu IGN, Cam Shea, przyznał grze ocenę 8.2/10 doceniając poczucie humoru, różnorodność broni i ulepszeń oraz ciekawą historię.